# Porpallers
Els Porpallers és una muntanya de 622 metres que es troba al municipi de l'Argentera, a la comarca catalana del Baix Camp.